# هری چاپین
هری چاپین (انگلیسی: Harry Chapin؛ ۷ دسامبر ۱۹۴۲ – ۱۶ ژوئیهٔ ۱۹۸۱) یک موسیقی‌دان اهل ایالات متحده آمریکا بود. وی بین سال‌های ۱۹۶۲ تا ۱۹۸۱ میلادی فعالیت می‌کرد.